# Кампийо, Робен
Робе́н Кампийо́ (фр. Robin Campillo; род. 16 августа 1962, Мохаммедия, Марокко) — французский сценарист и кинорежиссер марокканского происхождения.

## Биография
Робен Кампийо родился 16 августа 1962 года в марокканском портовом городе Мохаммедия. После окончания школы в Экс-ан-Провансе, учился в начале 1980-х годов в Высшем институте кинематографии (IDHEC, сейчас «La fémis») в Париже. Там же познакомился со своим будущим другом и соратником Лораном Канте. Тогда же начал работать в кино — начав с монтажера, а затем — как сценарист и режиссёр.
Совместно с Лораном Канте, как сценарист Робен Кампийо работал над фильмами «Тайм-аут» (2001), «На юг» (2005) и фильмом «Класс» (2008), завоевавший «Золотую пальмовую ветвь» на 61-м Каннском фестивале и премию «Сезар» лучший сценарий.
Как режиссёр Кампийо дебютировал в 2004 году с фентезийным фильмом «Вернувшиеся», поставленным по собственному сценарию.
В 2013 году Робен Кампийо поставил свою вторую картину «Мальчики с Востока», которая принимала участие в 70-в Венецианском кинофестивале и получила главный приз за лучший фильм в программе «Горизонты». Кроме того, лента была номинирована в трёх категориях на премию «Сезар» 2015 года как лучший фильм и как лучшая режиссёрская работа.

## Фильмография

### Сценарист
- 2001 — Тайм-аут / L’emploi du temps
- 2004 — Вернувшиеся / Les revenants
- 2005 — На юг / Vers le sud
- 2008 — Класс / Entre les murs
- 2012 — Фоксфайр, признание банды девушек / Foxfire
- 2012 — Мальчики с Востока / Eastern Boys
- 2016 — Планетариум / Planetarium
- 2017 — 120 ударов в минуту / 120 battements par minute
- 2017 — Мастерская / L’Atelier

### Режиссёр
- 2004 — Вернувшиеся / Les revenants
- 2012 — Мальчики с Востока / Eastern Boys
- 2017 — 120 ударов в минуту / 120 battements par minute

## Признание
| Год                                          | Категория                                                                | Фильм               | Результат |
| -------------------------------------------- | ------------------------------------------------------------------------ | ------------------- | --------- |
| Приз Европейской киноакадемии                |                                                                          |                     |           |
| 2001                                         | Лучший сценарист (вместе с Лораном Канте)                                | Тайм-аут            | Номинация |
| Международный кинофестиваль в Каталонии      |                                                                          |                     |           |
| 2004                                         | Лучший фильм                                                             | Вернувшиеся         | Номинация |
| Международный кинофестиваль в Салониках      |                                                                          |                     |           |
| 2004                                         | Главный приз «Золотой Александр»                                         | Вернувшиеся         | Номинация |
| Кинофестиваль «Фанташпорту»                  |                                                                          |                     |           |
| 2005                                         | Лучший фильм                                                             | Вернувшиеся         | Победа    |
| 2005                                         | Серебряный Гран-при за лучший европейский фильм                          | Вернувшиеся         | Победа    |
| 2005                                         | Лучший режиссёр                                                          | Вернувшиеся         | Победа    |
| Международный кинофестиваль в Мар-дель-Плата |                                                                          |                     |           |
| 2005                                         | Лучший фильм                                                             | Вернувшиеся         | Номинация |
| Премия «Сезар»                               |                                                                          |                     |           |
| 2009                                         | Лучший адаптированный сценарий (вместе с Франсуа Бегодо и Лораном Канте) | Класс               | Победа    |
| 2009                                         | Лучший монтаж (вместе со Стефани Леже)                                   | Класс               | Номинация |
| 2015                                         | Лучшая режиссёрская работа                                               | Мальчики с Востока  | Номинация |
| 2015                                         | Лучший фильм (вместе с продюсерами Югом Шарбонно и Мари-Анж Лучани)      | Мальчики с Востока  | Номинация |
| 2018                                         | Лучшая режиссёрская работа                                               | 120 ударов в минуту | Номинация |
| 2018                                         | Лучший фильм (вместе с продюсерами Югом Шарбонно и Мари-Анж Лучани)      | 120 ударов в минуту | Победа    |
| 2018                                         | Лучший оригинальный сценарий                                             | 120 ударов в минуту | Победа    |
| 2018                                         | Лучший монтаж                                                            | 120 ударов в минуту | Победа    |
| Венецианский кинофестиваль                   |                                                                          |                     |           |
| 2013                                         | Приз «Горизонты» за лучший фильм                                         | Мальчики с Востока  | Победа    |
| Стокгольмский кинофестиваль                  |                                                                          |                     |           |
| 2013                                         | «Бронзовый конь» за лучший фильм                                         | Мальчики с Востока  | Номинация |
| Международный кинофестиваль в Сиэтле         |                                                                          |                     |           |
| 2014                                         | Лучший фильм                                                             | Мальчики с Востока  | Номинация |
| Кинофестиваль в Санта Барбаре                |                                                                          |                     |           |
| 2014                                         | Лучший зарубежный фильм                                                  | Мальчики с Востока  | Номинация |
| Приз Луи Деллюка                             |                                                                          |                     |           |
| 2014                                         | Лучший фильм                                                             | Мальчики с Востока  | Номинация |